# Sarsina festiva
Sarsina festiva är en fjärilsart som beskrevs av William Schaus 1912. Sarsina festiva ingår i släktet Sarsina och familjen tofsspinnare. Inga underarter finns listade.